# Folgoso do Courel
Folgoso do Courel è un comune spagnolo di 1 498 abitanti situato nella comunità autonoma della Galizia.